# Язык химии
Язык химии (химический язык) — система важнейших понятий химии и терминов, в которых они описываются, символы химических элементов, номенклатура неорганических и органических веществ (их названия, в том числе и тривиальные), химические формулы и уравнения, а также правила перевода информации с естественного языка на язык химии и обратно.

## Основные нормативные свойства
Язык химии относится к числу формальных языков, основное отличие которых от естественных состоит в наличии жёстко зафиксированного алфавита и строгих правил грамматики и синтаксиса. Так, запись химических формул и уравнений происходит с использованием символов химических элементов, цифр, условных обозначений (химический алфавит) и установленных правил (химический синтаксис), что позволяет не только именовать и записывать объекты (вещества), но и выполнять над ними арифметические операции по строго определенным правилам (вычисления по химическим формулам и уравнениям).
По содержательным признакам химическая лексика включает общенаучные, межотраслевые и собственно химические термины. Характерной чертой химии является наличие особой семиотической системы: символов и формул. На основании логических системообразующих связей химические термины объединяются в понятийно-тематические группы: материал, вещество; химические процессы, операции; орудие, средство; характеристика, свойство, состояние; величины. Каждая из них характеризуется особым, свойственным ей иерархическим строением. 
Термины группируются в словообразовательные гнезда на основе общности корневой морфемы, а также в категории и типы на основе значений словообразовательных формант. Наиболее ярко это выражено в номенклатурных наименованиях, где присутствует значительное число формально классифицирующих элементов (префиксов и суффиксов), которые несут в себе закодированную информацию.

## История
Становление и развитие языка химии отражает основные этапы развития химии. 
Исторически язык химии в части номинаций лабораторного инструментария, химических процессов и веществ во многом обязан обиходной, «кухонной», лексике 
Основание в России Академии наук и формирование научно-технической элиты страны положили начало интеграции российской научной мысли в европейскую. Язык химии в России  XVIII века формировался как часть общелитературного языка, а потому, помимо внешних факторов, в большей или меньшей степени определялся несколькими векторами его развития (открытость для заимствований, вспышки пуризма, влияние церковнославянского наследия и др.). Становление русского языка химии происходило как через использование лексических возможностей русского языка, так и с помощью заимствования и калькирования. Принципы формирования русского научного языка не могли быть выработаны сразу, и для первой трети XVIII в. особенно характерны активные процессы заимствования, а также поиски переводчиками наиболее подходящих, с их точки зрения, лексических соответствий научным понятиям средствами русского языка. Так переводчики В.Н. Никитин и П.И. Суворов, объясняя причины активного вхождения иноязычной научной лексики в начале  XVIII в., писали в 1787 г.: «Когда оныя иностранныя слова были в России с начала приняты, то сие было наипаче от иностранных учителей; и нужда нам тогда надлежала вещей паче, нежели слов» .
Основы русского химического языка были заложены М. В. Ломоносовым в ряде работ 1740—1760 гг. «В исторической перспективе Ломоносов — первый, с кем связывается у нас вопрос о русском научном языке». Так в труде «Первые основания металлургии, или рудных дел» (1763 г.) он рассмотрел свойства различных металлов, дал их классификацию и описал способы получения.

## Значение для науки и дидактики
Язык химии является одной из важнейших содержательных линий обучения химии. Согласно Федеральному государственному образовательному стандарту (ФГОС) по химии язык химии изучается наряду с понятиями вещества, химической реакции и применением веществ.
Согласно ФГОС «язык химии — система важнейших понятий химии и терминов, в которых они описываются, номенклатура неорганических веществ, то есть их названия (в том числе и тривиальные), химические формулы и уравнения, а также правила перевода информации с естественного языка на язык химии и обратно». Именно это определение рассматривается в школьной учебной литературе.